# Bothia castanella
Bothia castanella är en svampart som först beskrevs av Peck, och fick sitt nu gällande namn av Halling, T.J. Baroni & Manfr. Binder 2007. Bothia castanella ingår i släktet Bothia och familjen Boletaceae.   Inga underarter finns listade i Catalogue of Life.

## Källor

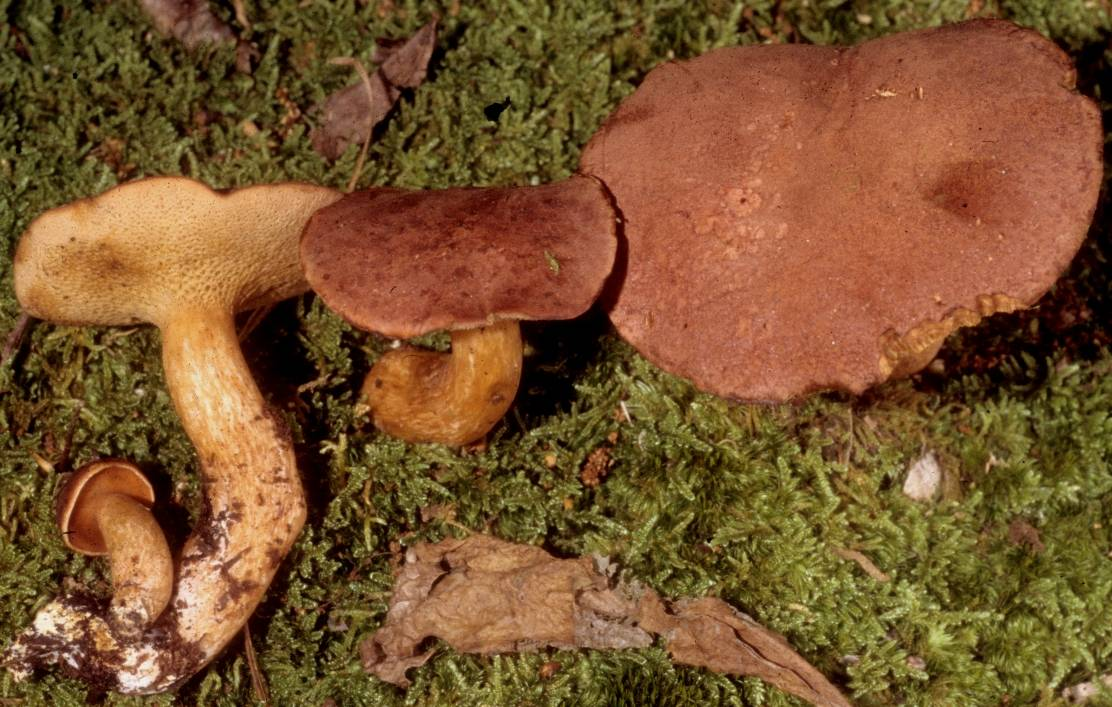